# Gameet
Een gameet (< Gr. gamos = huwelijk), geslachtscel of geslachtelijke voortplantingscel is een haploïde cel die dient voor de geslachtelijke voortplanting. De beweeglijke geslachtscellen van een mannelijk organisme zijn de zaadcellen en de meestal niet-beweeglijke geslachtscel van  een vrouwelijk organisme is de eicel.
Bij de meeste organismen zijn de mannelijke en vrouwelijke gameten duidelijk te onderscheiden door hun grootte (anisogamie): de vrouwelijke gameet (macrogameet of megagameet) bezit vaak reservestoffen en is meestal betrekklijk groot. De mannelijke gameet (microgameet) is gewoonlijk kleiner dan de macrogameet. 

## Samensmelting van gameten
Als een eicel en een zaadcel samensmelten (de plasmogamie) vormen ze een zygote. Bij versmelting van twee kernen (de karyogamie) - het criterium voor seksuele voortplanting - ontstaat een diploïde cel die tot een nieuw organisme kan uitgroeien, drager van DNA van beide ouders.

## Vorming van gameten
Door een proces van celdeling dat meiose wordt genoemd, worden uit de diploïde cellen van de kiembaan van een organisme de haploïde geslachtscellen gevormd. Bij meiose ontstaan uit één diploïde cel vier haploïde cellen. Elk van de resulterende gameten heeft een van de twee aanwezige chromosomen van ieder paar.
Bij dieren en de mens worden zaadcellen gemaakt in de testes (teel- of zaadballen), terwijl de eicellen in de ovaria gemaakt worden.

## Typen gameten
Afhankelijk van de beweeglijkheid en de zelfstandigheid worden verschillende typen gameten onderscheiden:
- zoögameten, planogameten: gameten met flagellen (onder andere bij veel algen)
- aplanogameten: amoeboide gameten zonder flagellen
- eicellen of oösferen: vrouwelijke, niet beweeglijke gameten (onder andere bij planten en dieren)
- spermatozoïden: mannelijke, beweeglijke gameten met flagellen
- spermatiën: mannelijke, niet beweeglijke gameten (onder andere bij schimmels en roodwieren)
- spermakernen, generatieve kernen: mannelijk gameetkernen (onder andere bij bloemplanten)